# Sad rain
『sad rain』（サッド レイン）は、2008年5月14日にLantisからリリースされた美郷あき11作目のシングル。

## 解説
前作「disarm dreamer」から約7ヵ月ぶりのリリースとなる2008年唯一のシングル。表題曲「sad rain」は、テレビアニメ『ブラスレイター』前期エンディングテーマとして使用された。

## 収録曲
（全作詞：畑亜貴、作曲・編曲：飯塚昌明）
1. sad rain [5:30]
2. another life [4:06]
3. sad rain (off vocal)
4. another life (off vocal)

## タイアップ
- テレビアニメ『ブラスレイター』前期エンディングテーマ